# 伯米吉州立大学
伯米吉州立大学（英語：Bemidji State University）是一所位於美國明尼蘇達州伯米吉的公立大學，這所大學位於伯米吉湖的岸邊。
這所大學設立於西元1919年，當時名為伯米吉州立師範學校，是明尼蘇達州立學院和大學的一部份（英語：Minnesota State Colleges and Universities (MnSCU)）。後來改名為伯米吉州立教師學院，其後又更名為伯米吉州立學院，最後更名為伯米吉州立大學。在西元1998到1999年之間，這間學校的行政董事會提建將學校更名為明尼蘇達州立大學-伯米吉校區，就好像Moorhead州立大學和Mankato州立大學一樣分別改校名為明尼蘇達州立大學-Moorhead校區和明尼蘇達州立大學-Mankato校區一樣。行政董事會認為這樣的改名為明尼蘇達州立大學-伯米吉校區可以強調伯米吉州立大学就是明尼蘇達州的一所大學的事實且可以吸引更多明尼蘇達州內和其他州的學生前來就讀。在廣大的語論和從學生、校友和當地百姓寫來的抗議書信下，行政董事會放棄這個更名的提案。

## 師生比例
該校學生有55.3%是女性，44.7%是男性。85%的學生是明尼蘇達州的人。

## 認可機構
- 美國教育部認可。
- 中國教育部認可。
- 台灣教育部認可。[2]

## 學校排名
- 根據2009年的美國新聞與世界報導，伯米吉州立大學為美國中西部第一級大學，排名第71名。[3]

## 外部連結
- 伯米吉州立大学官方網站（页面存档备份，存于）

## 資料來源
1. ↑  .   [2009-09-03]. （原始内容存档于2010-05-27）.
2. ↑  .   [2009-11-13]. （原始内容存档于2008-10-22）.
3. ↑  .   [2009-09-03]. （原始内容存档于2009-08-30）.